# Guttorm norvég király
Guttorm Sigurdsson (1199 – 1204. augusztus 11.) norvég király 1204-ben.
Sigurd Lavard (†1200/1201) törvénytelen fia és Sverre király unokája volt. Håkon Galinn, Sverre unokaöccse Nidarosban kiáltatta ki Guttormot királynak, de az még abban az évben megbetegedett és meghalt.